# Festival di Berlino 1967

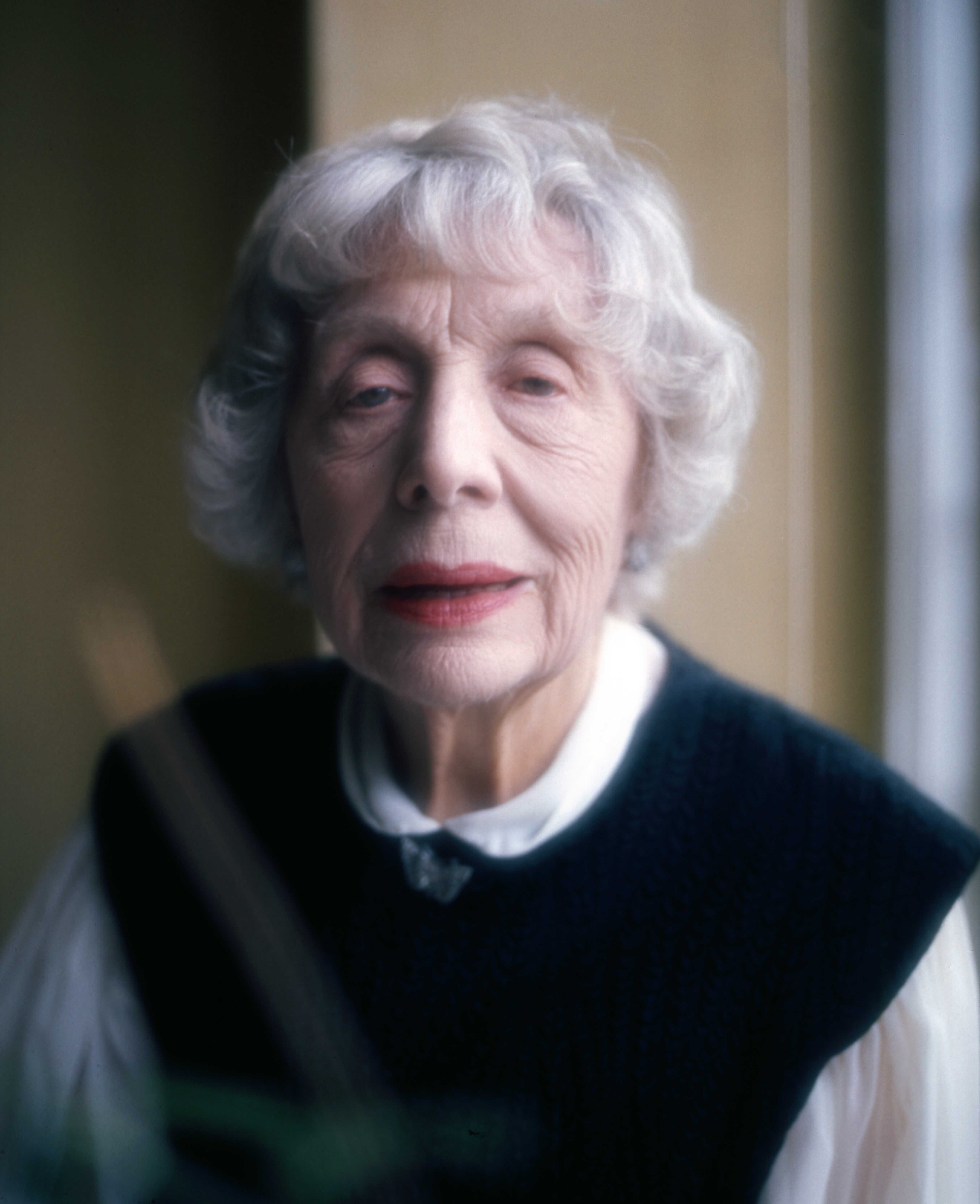
Edith Evans, miglior attrice per Bisbigli di Bryan Forbes, uno dei film più premiati di quest'anno.

La 17ª edizione del Festival internazionale del cinema di Berlino si è svolta a Berlino dal 23 giugno al 4 luglio 1967, con lo Zoo Palast come sede principale. Direttore del festival è stato per il diciassettesimo anno Alfred Bauer.
L'Orso d'oro è stato assegnato al film belga Il vergine di Jerzy Skolimowski.
Le retrospettive di questa edizione sono state dedicate all'attore statunitense Harry Langdon e al regista, sceneggiatore e attore tedesco Ernst Lubitsch.

## Storia
(Sen. Harald Ingensand, intervista con Christa Maerker dello Spandauer Volksblatt, 20 novembre 1966)
Dopo le riforme e i cambiamenti degli ultimi anni, la Berlinale del 1967 portò con sé un senso di speranza basato soprattutto sulla Berliner Festspiele GmbH, ente privato al quale era stata trasferita e che significò una sorta di "denazionalizzazione" di tutti i festival di Berlino, inclusi il Theatertreffen e il JazzFest Berlin. La fondazione di una società privata era già stata proposta nel 1956, ma problemi finanziari e scontri di competenza avevano causato il blocco del progetto. Nel 1965 l'idea era stata ripresa e dopo oltre due anni di negoziati la nuova struttura organizzativa prese finalmente forma.
Il 20 giugno 1966, il regista Roman Polański inviò una lettera al direttore della Berlinale nella quale espresse il suo rammarico per la mancata partecipazione del suo film Per favore, non mordermi sul collo!: «Mi ha fatto molto piacere sapere che ha invitato il mio ultimo film al Festival di Berlino... Sfortunatamente, credo che non riceverà il film dalla MGM... Il nostro partner americano, il sig. Ransohoff, ha il diritto di modificare il film per gli Stati Uniti e in questo momento sta ancora tagliando e ri-doppiando la mia versione finale... una ventina di minuti sono stati tagliati e sono molto scettico sul risultato di questa operazione. Anche se la mia versione prevale al di fuori degli Stati Uniti, il sig. Ransohoff ha stabilito che al festival dovrebbe essere presentata la sua. In alternativa è stato suggerito che, in cambio della presentazione della mia versione a Berlino, dovrei accettare quella di Ransohoff in tutto il mondo. Spero capisca che non posso essere d'accordo con nessuno di questi suggerimenti. Vi auguro, come sempre, tutto il successo per questo meritevole evento».
Anche se gli azionisti rimasero il Senato di Berlino e il governo federale, l'auspicio fu che la nuova società potesse garantire alla rassegna una maggiore libertà, superando i problemi diplomatici che in passato avevano ostacolato la partecipazione dei Paesi del blocco orientale. In un'intervista con Christa Maerker dello Spandauer Volksblatt, il senatore Harald Ingensand affermò: «Speriamo che questa società possa alleviare anche questi problemi... è possibile che le controverse questioni tra Est e Ovest diverranno meno rilevanti se la sponsorizzazione e l'organizzazione sono determinate privatamente... L'"altra parte" non sarà invitata, ma speriamo comunque che gli altri Paesi del blocco orientale accetteranno gli inviti». Si temeva che un invito alla Germania Est potesse essere interpretato come un primo passo verso il riconoscimento ufficiale, e in ogni caso non si credeva che potesse esercitare pressione sulle altre nazioni del blocco sovietico.
La nuova organizzazione non portò molti vantaggi al Festival di Berlino. Furono ufficialmente invitati tutti i Paesi socialisti, tranne la Repubblica Democratica Tedesca, e questo portò i commentatori a vedere la ristrutturazione come una mossa puramente tattica: «Non c'è da meravigliarsi se gli stati del blocco orientale parlano di un trucco e se ne stanno alla larga», commentò Uwe Nettelbeck su Die Zeit. In effetti la delusione fu molta quando Unione Sovietica, Ungheria, Bulgaria, Romania e Polonia rifiutarono di partecipare al contrario della "non allineata" Jugoslavia, che aveva comunque già presenziato in passato, e alla Cecoslovacchia che inviò fuori concorso un film di Jiří Menzel.
In una nota del 6 aprile 1967, il direttore del festival Alfred Bauer commentò indignato che in una riunione delle industrie cinematografiche degli stati del blocco orientale, il rappresentante della DDR aveva fatto appello ai suoi colleghi a rifiutare l'invito: «Martedì 4 aprile, a Berlino Est si è tenuta un'assemblea con tutti i manager delle industrie cinematografiche di stato dei Paesi del blocco orientale, durante la quale il portavoce della DDR ha esortato i suoi colleghi a non presenziare al festival, né inviare film. Questa richiesta è stata accolta con silenzio, l'assemblea non ha espresso né accettazione né rifiuto. Non c'è stata nessuna discussione. Questo è stato davvero sorprendente, dato che fino ad allora tutte le procedure importanti erano state formulate in risoluzioni raggiunte all'unanimità dai dirigenti dell'industria cinematografica orientale».
Oltre al vincitore dell'Orso d'oro, definito da Wolfram Schutte sul Frankfurter Rundschau «armonioso, tematicamente composto, il suo elemento comico prende sostanza, non diventando ridicolo o compromettendo lo standard che si era prefissato», tra i pochi film che si distinsero agli occhi della critica ci furono Il tatuaggio di Johannes Schaaf e La collezionista di Éric Rohmer, a proposito del quale Uwe Nettelbeck commentò: «Questo film sembra venire da un altro pianeta o da un passato lontano, la sua promessa di felicità continua ad essere irreale. Non dovrebbe essere così e un giorno non lo sarà più».
Particolarmente criticati furono i due film italiani in concorso, Il fischio al naso di Ugo Tognazzi e La notte pazza del conigliaccio di Alfredo Angeli, fischiati dal pubblico e stroncati dalla critica. «I fischiatori della Berlinale hanno scoperto la loro nuova vittima», riportò Die Welt, «è il film di Ugo Tognazzi, i cui primi passi di critica della società si risolvono in brandelli di divertimento. Cliché su tutto il fronte. E non si è riso».

## Giuria internazionale
- Thorold Dickinson, regista, sceneggiatore e produttore (Regno Unito) - Presidente di giuria[9]
- Rüdiger von Hirschberg, produttore (Germania Ovest)
- Knud Leif Thomsen, regista e sceneggiatore (Danimarca)
- Michel Aubriant, giornalista e scrittore (Francia)
- Sashadhar Mukerjee, produttore (India)
- Aleksandar Petrović, regista e sceneggiatore (Jugoslavia)
- Willard Van Dyke, cineasta e fotografo (Stati Uniti)
- Manfred Delling, giornalista e scrittore (Germania Ovest)

## Selezione ufficiale

### In concorso
- El ABC del amor, regia di Eduardo Coutinho, Rodolfo Kuhn e Helvio Soto (Argentina, Brasile, Cile)
- Alle Jahre wieder, regia di Ulrich Schamoni (Germania Ovest)
- Bisbigli (The Whisperers), regia di Bryan Forbes (Regno Unito)
- La collezionista (La Collectionneuse), regia di Éric Rohmer (Francia)
- Il fischio al naso, regia di Ugo Tognazzi (Italia)
- Flea Ceoil, regia di Louis Marcus (Irlanda)
- Het gangstermeisje, regia di Frans Weisz (Paesi Bassi)
- Historien om Barbara, regia di Palle Kjærulff-Schmidt (Danimarca)
- Liv, regia di Pål Løkkeberg (Norvegia)
- Livet är stenkul, regia di Jan Halldoff (Svezia)
- Le mur, regia di Serge Roullet (Francia)
- La notte pazza del conigliaccio, regia di Alfredo Angeli (Italia)
- Paranoia, regia di Adriaan Ditvoorst (Paesi Bassi)
- To prosopo tis Medousas, regia di Nikos Koundouros (Grecia, Regno Unito)
- Questa è la tua vita (Här har du ditt liv), regia di Jan Troell (Svezia)
- Il risveglio dei topi (Budjenje pacova), regia di Živojin Pavlović (Jugoslavia)
- San, regia di Mladomir Puriša Đorđević (Jugoslavia)
- Sekishun, regia di Noboru Nakamura (Giappone)
- Il tatuaggio (Tätowierung), regia di Johannes Schaaf (Germania Ovest)
- Through the Eyes of a Painter, regia di M.F. Hussain (India)
- Il vecchio e il bambino (Le vieil homme et l'enfant), regia di Claude Berri (Francia)
- Il vergine (Le départ), regia di Jerzy Skolimowski (Belgio)

### Retrospettiva (parziale)
- Il cacciatore (The Chaser), regia di Harry Langdon
- Di corsa dietro un cuore (Tramp, Tramp, Tramp), regia di Harry Edwards
- La grande sparata (The Strong Man), regia di Frank Capra
- Le sue ultime mutandine (Long Pants), regia di Frank Capra
- Three's a Crowd, regia di Harry Langdon

## Premi

### Premi della giuria internazionale
- Orso d'oro: Il vergine di Jerzy Skolimowski
- Orso d'argento, gran premio della giuria: ex aequo
La collezionista di Éric Rohmer
Alle Jahre wieder di Ulrich Schamoni (per l'idea e la sceneggiatura)
- Orso d'argento per il miglior regista: Živojin Pavlović, per Il risveglio dei topi
- Orso d'argento per la migliore attrice: Edith Evans, per Bisbigli di Bryan Forbes
- Orso d'argento per il miglior attore: Michel Simon, per Il vecchio e il bambino di Claude Berri
- Orso d'oro per il miglior cortometraggio: Through the Eyes of a Painter di M.F. Hussain
- Orso d'argento, premio della giuria (cortometraggi): Flea Ceoil di Louis Marcus

### Premi delle giurie indipendenti
- Premio FIPRESCI: Alle Jahre wieder di Ulrich Schamoni
- Premio OCIC: Bisbigli di Bryan Forbes
- Premio CIDALC: Questa è la tua vita di Jan Troell
Premio CIDALC "Gandhi": Il vecchio e il bambino di Claude Berri
- Premio UNICRIT: Il vergine di Jerzy Skolimowski
- Premio INTERFILM: Il vecchio e il bambino di Claude Berri e Questa è la tua vita di Jan Troell
Raccomandazione: Bisbigli di Bryan Forbes
- Jugendfilmpreis per il miglior lungometraggio: La collezionista di Éric Rohmer